# Geoglifos de Chug-Chug

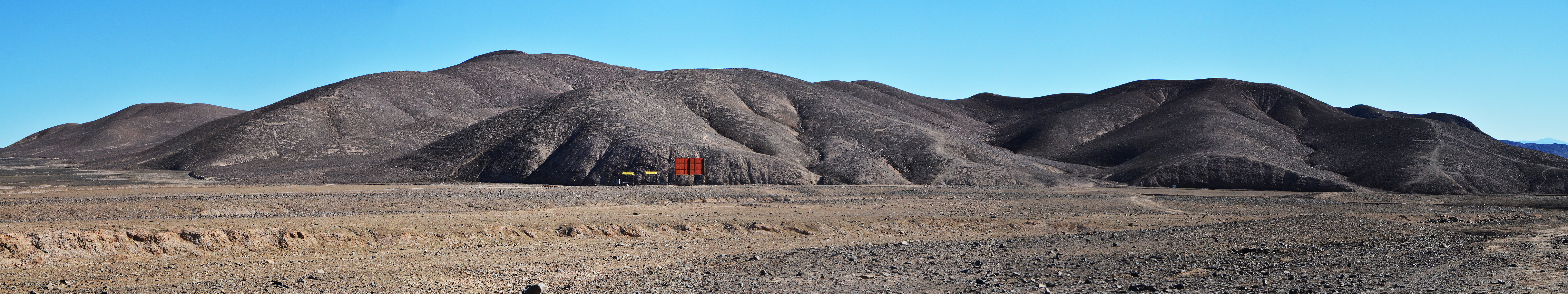
Vista de los geoglifos de Chug-Chug

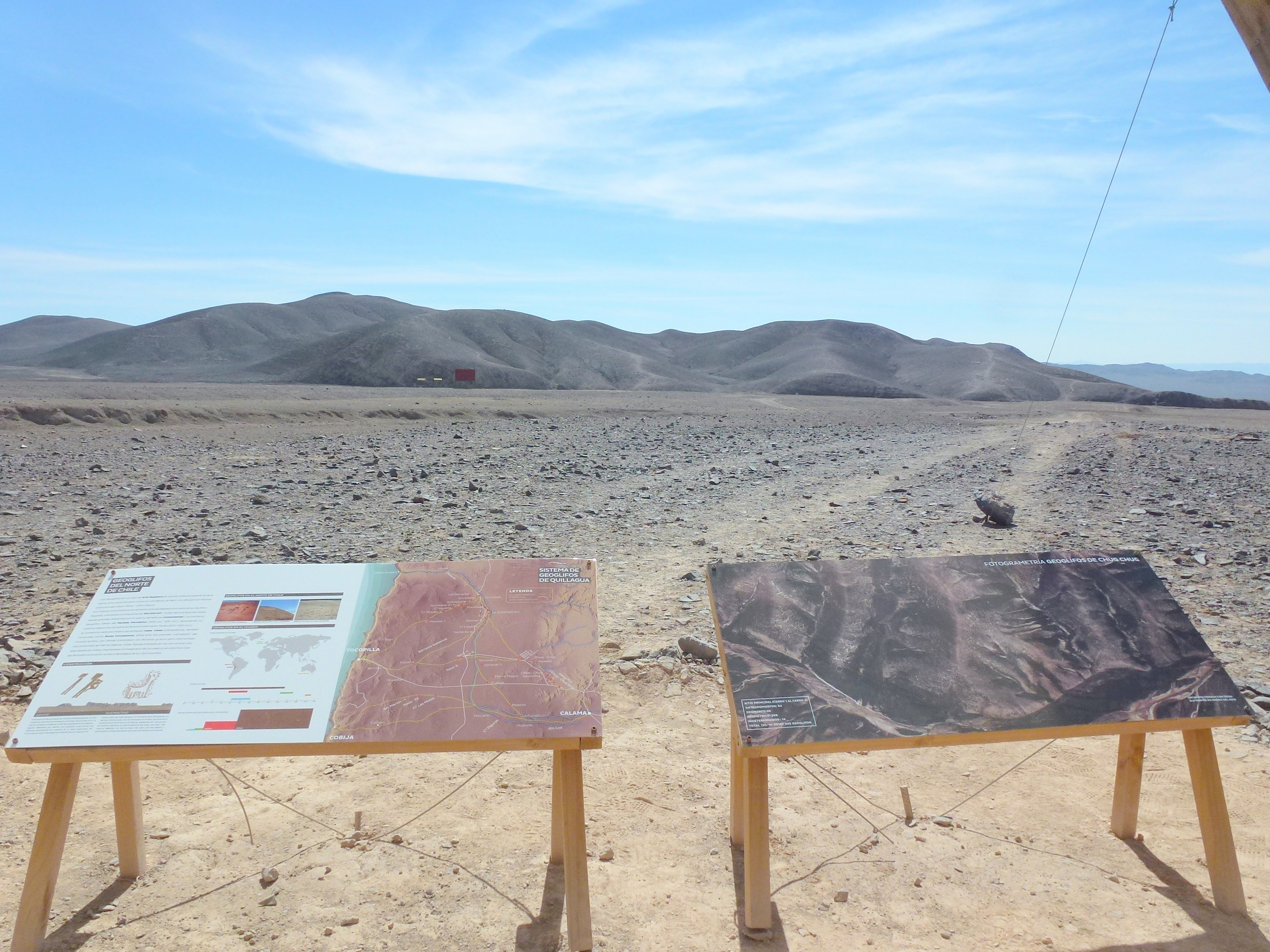
Paneles interpretativos del mirador turístico

Los geoglifos de Chug-Chug o Chug Chug están ubicados en el desierto de Atacama, a 70 km al noreste de María Elena, Región de Antofagasta (Chile). El área incluye 23 sitios arqueológicos, donde se preservan cerca de 500 geoglifos distribuidos a lo largo de viejas rutas de caravanas entre el oasis de Calama y Quillagua, la base de una extinta ciudad prehispánica. La zona de Chug Chug alberga unas de las mayores cantidades de geoglifos del mundo, siendo el tercer conjunto más grande después de los geoglifos de Pintados en la Región de Tarapacá y las líneas de Nazca en Perú.
Los geoglifos más antiguos datan del año 1000 a. C., mientras que la mayoría se originó entre 900 y 1550 d. C. Estas figuras, que alcanzan hasta unos 15 metros de largo, son hechas en la tierra, principalmente en la ladera de los cerros. Fueron realizadas por diversos pueblos, identificados con las actuales comunidades atacameñas, quechuas y las culturas de Tarapacá y Arica. Los geoglifos de Chug Chug incluyen figuras humanas, figuras geométricas como círculos y rombos, y diseños zoomorfos de animales de la fauna local: camélidos, lagartos, fauna marina (cetáceos y albacoras) y aves del altiplano (como el suri). Estos últimos se utilizaron probablemente como señales para guiar las caravanas de pastores de llamas y comerciantes a través de varios senderos entre el Altiplano y el océano Pacífico, a la latitud de la actual ciudad de Tocopilla.
A raíz de la celebración del Rally Dakar y del uso indiscriminado de vehículos todoterreno por particulares, se observó que algunos geoglifos habían sufrido daños, lo que provocó las denuncias del Colegio de Arqueólogos de Chile. La Fundación Desierto de Atacama busca que la zona sea declarada como un bien nacional protegido para impedir más daños, en un trabajo mancomunado con las comunidades indígenas y los municipios.